# Fumiko Okuno
Fumiko Okuno (jap. 奥野 史子, Okuno Fumiko; * 14. April 1972 in Kyōto) ist eine ehemalige japanische Synchronschwimmerin.

## Erfolge
Fumiko Okuno gewann 1991 bei den Weltmeisterschaften in Perth nach Rang drei in der Mannschaftskonkurrenz ihre erste internationale Medaille. Mit 189,753 Punkten blieb die japanische Mannschaft ebenso hinter den mit 196,144 Punkten erstplatzierten US-Amerikanerinnen zurück, wie den mit 193,259 Punkten zweitplatzierten Kanadierinnen. Ein Jahr darauf gab sie in Barcelona ihr olympisches Debüt und trat bei den Spielen in zwei Wettbewerben an. Im Solo erzielte sie 187,056 Punkte, mit denen sie den Wettkampf hinter der US-Amerikanerin Kristen Babb-Sprague und Sylvie Fréchette aus Kanada auf dem dritten Platz abschloss und Bronze gewann. Babb-Sprague und Fréchette wurden mit 191,848 Punkten punktgleich gemeinsam Olympiasiegerinnen. Im Duett trat Okuno gemeinsam mit Aki Takayama an. Sie beendeten ihren Wettbewerb mit 186,868 Punkten ebenfalls auf Rang drei, womit Okuno auch im Duett die Bronzemedaille gewann. Bessere Ergebnisse erzielten lediglich die beiden siegreichen US-Amerikanerinnen Sarah Josephson und Karen Josephson mit 192,175 Punkten sowie Vicky Vilagos und Penny Vilagos aus Kanada mit 189,394 Punkten.
1994 sicherte sich Okuno bei den Asienspielen in Hiroshima sowohl im Solo als auch mit Miya Tachibana im Duett die Goldmedaille. Sie setzte sich in beiden Konkurrenzen jeweils gegen die Starterinnen aus China und Südkorea durch. Bei den Weltmeisterschaften in Rom im selben Jahr gewann Okuno gleich drei Medaillen. Hinter Becky Dyroen-Lancer aus den Vereinigten Staaten mit 191,040 Punkten sicherte sie sich im Solo dank 187,306 Punkten die Silbermedaille. Dritte wurde die Kanadierin Lisa Alexander mit 186,826 Punkten. Dieselben Podestplatzierungen gelangen diesen drei Synchronschwimmerinnen auch im Duett mit ihren jeweiligen Partnerinnen. Dyroen-Lancer wurde mit Jill Sudduth Weltmeisterin, vor Okuno mit Miya Tachibana und Alexander mit Erin Woodley. In der Mannschaftskonkurrenz siegten ebenfalls die US-Amerikanerinnen, diesmal aber gefolgt von den Kanadierinnen auf Rang zwei und den Japanerinnen auf dem Bronzerang. Die Weltmeisterschaften waren Okunos letzter internationaler Wettkampf.
2002 heiratete Okuno den ehemaligen Leichtathleten Nobuharu Asahara. Die beiden haben drei Kinder.